# Reine Fellsache
Reine Fellsache (Alternativtitel: Reine Fellsache – Jetzt wird’s haarig!, Originaltitel: Furry Vengeance) ist eine US-amerikanische Filmkomödie von Roger Kumble aus dem Jahr 2010. Das Drehbuch schrieben Michael Carnes und Josh Gilbert, die Hauptrolle übernahm Brendan Fraser.

## Handlung
Dan Sanders, ein Immobilienentwickler aus Chicago und Angestellter bei der angeblich ökologischen Baufirma Lyman Enterprises wird von CEO Neal Lyman beauftragt, den Wald in Rocky Springs in eine Wohnanlage umzuwandeln. Dans Sohn Tyler nimmt ihm den Umzug übel, bis er Amber kennen lernt, die allerdings von dem Vorhaben seines Vaters wenig begeistert ist. Seine Frau Tammy ist unglücklich in Rocky Springs, sie vermisst ihr Leben in Chicago. Doch Dan hat die Rechnung ohne die tierischen Bewohner gemacht, die von einem Waschbären angeführt werden und sich weigern dabei zuzusehen, wie ihr Wald zerstört wird.
Sie schaffen es, den Spieß umzudrehen, indem sie Dans Fortschritte stören, seine Konferenzen unterbrechen und ihn erniedrigen. Doch weder seine Familie noch der Therapeut Dr. Christian Burr schenken Dan Glauben, da die Tiere immer plötzlich verschwinden, wenn er sie anderen vorführen will. Nach einigen Untersuchungen von Amber erzählt Tyler seinem Vater, dass Rocky Springs ein Waldreservat ist und warnt ihn, dass bereits viele versucht haben, es zu erobern, aber es nicht geschafft haben. Dan ignoriert dies zunächst, nach dem Angriff eines Bären, der ihn in einer umgekippten tragbaren Toilette einsperrt, unterzeichnet Dan jedoch den Befehl, einen Feldwebel damit zu beauftragen, alle Tiere zu fangen und einzusperren.
In der Zwischenzeit ist Tammy gezwungen, eine „umweltfreundliche“ Messe mit der senilen Lehrerin Mrs. Martin in der von Lymans Firma gesponserten High School zu organisieren, ohne sich über Lymans Pläne im Klaren zu sein: Er will den Wald abholzen, um dort eine neue Wohnsiedlung mit Einkaufszentrum und Golfplatz zu errichten. Dan entscheidet sich dafür, die Tiere freizulassen. Diese richten in der Folge ein Chaos auf der Ökomesse an, weshalb die Gäste und Entertainer zur Flucht gezwungen sind. Lyman betäubt aus Versehen den Sponsor Mr. Gupta, nachdem er versucht hatte, ihren Deal zu brechen. Lyman flieht, wird aber von den Tieren verfolgt und angegriffen. Nach einigen Überzeugungen von Amber und Tammy sagt Tyler seinem Vater schließlich, dass er ihn liebt.
Drei Monate später wird der Wald als Naturschutzgebiet wiedergewonnen, wo Dan als Parkwächter arbeitet. Das Plakat zur Förderung der Erhaltung des Waldes besagt auch, dass jeder, der gegen die Regeln verstößt, mit einer Geldstrafe in Höhe von 1 Million Dollar belegt wird.

## Kritiken
Reine Fellsache erhielt negative Kritiken. Die Webseite Rotten Tomatoes ermittelte eine Wertung von 7 % basierend auf 95 Rezensionen. Der zusammengefasste Konsens besagt, dass die „dünne Prämisse“ viel zu weit ausgedehnt wurde und der Film daher sowohl Brendan Fraser als auch das Publikum dem „Missbrauch“ aussetze. Auf Metacritic, wo insgesamt 21 Kritiken ausgewertet wurden, erhielt der Film eine Wertung von 23 %.
Christian Horn schrieb auf Filmstarts, Reine Fellsache sei eine „absolut verzichtbare, charakterlose Komödie“, in der Brendan Fraser „sich gehörig zum Affen“ mache. Die „durchweg auf infantilen Klamauk“ setzenden Tier-Attacken blieben „befremdlich ideenlos“. Problematisch sei außerdem, dass die Tiere „allesamt austauschbar und eindimensional“ bleiben und deshalb anstatt der Menschen als die „Störenfriede“ erscheinen würden. Dadurch lasse die „auf Umweltbewusstsein getrimmte Botschaft“ des Films niemals „die Ernsthaftigkeit erkennen, die der angedachten ökologischen Message in irgendeiner Form genügen würde“. Als abschließende Bewertung vergab Horn einen von fünf möglichen Sternen.
Cinema war gespalten in Bezug auf den Film und meinte: „Wie die Waldbewohner den bemitleidenswerten Projektleiter durch gezielte Guerilla-Aktionen in den Wahnsinn treiben, ist ein Spektakel, das man selbst in Hollywood-Komödien nicht alle Tage sieht. Nach einer Dreiviertelstunde ist der Spaß dann vorbei: In der zweiten Hälfte triumphiert infantiler Klamauk über anarchischen Witz.“ Das Fazit lautete daher: „Anarchischer Nonsens, dem leider auf halber Strecke die Luft ausgeht.“
Das Lexikon des internationalen Films schrieb: „Eine laute Klamauk-Komödie, die auf Slapstick und den Reiz des Computertricks setzt, mit deren Hilfe die Tiere vermenschlicht werden. Das ökologische Thema tritt dabei komplett in den Hintergrund und weicht einer flachen Gag-Parade.“

## Hintergrund
Die Dreharbeiten fanden in Massachusetts statt. Bei Produktionskosten in Höhe von 35 Millionen US-Dollar konnte der Film in den US-Kinos ca. 17,6 Millionen und außerhalb der USA ca. 18,6 Millionen einspielen, sodass sich die weltweiten Einnahmen auf ca. 36,2 Millionen US-Dollar beliefen. Für die Rolle des Dan Sanders wurden auch Steve Carell und Jeremy Piven in Betracht gezogen, bevor sie mit Brendan Fraser besetzt wurde.